# Tren de noapte
Un tren de noapte este un tren care circulă pe timp de noapte și conține spații de dormit pentru pasageri. 

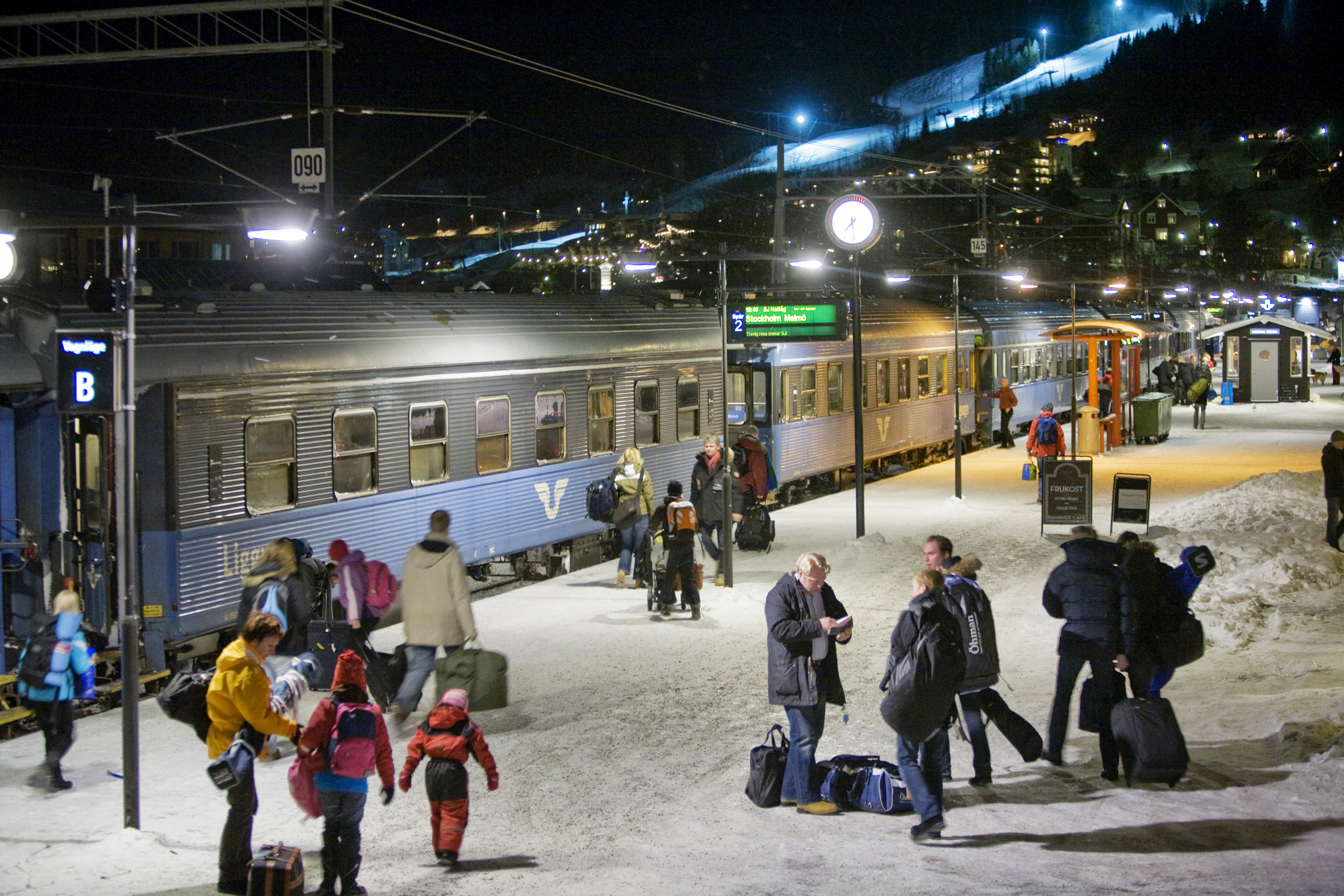
Trenul de noapte Storlien - Stockholm C, Åre.

Trenul de noapte diferă de alte trenuri de pe liniile principale prin faptul că își urmează traseul în timpul nopții, adesea cu o viteză moderată și cu puține opriri intermediare. Scopul este de a permite călătorului să călătorească în timp ce doarme. Acest tren are de multe ori vagoane directe către diverse destinații, pentru a evita schimbarea trenului în timpul nopții.
Trenurile de noapte pot conține:

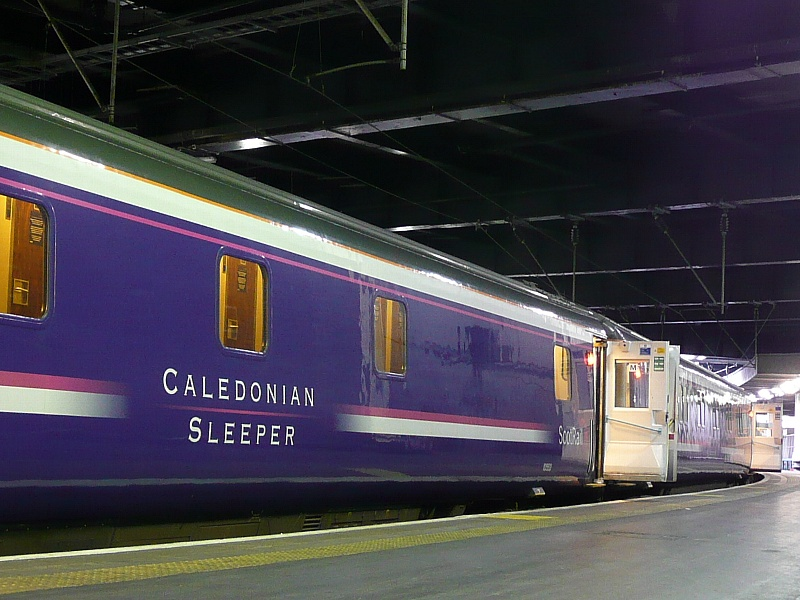
Caledonian Sleeper la Londra cu direcția Scoția.

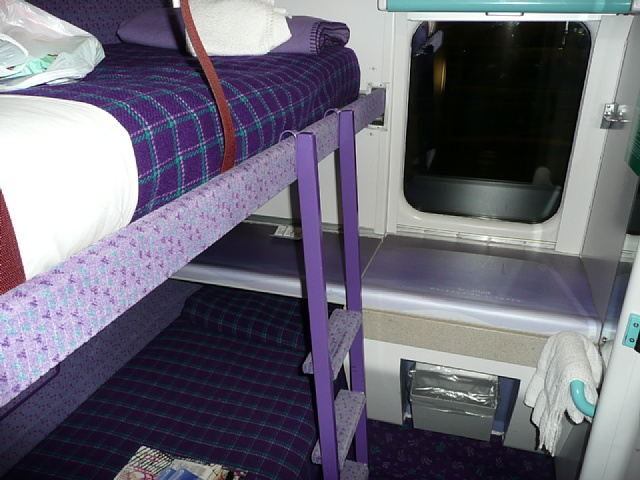
Interiorul unui compartiment pentru două persoane din Caledonian Sleeper

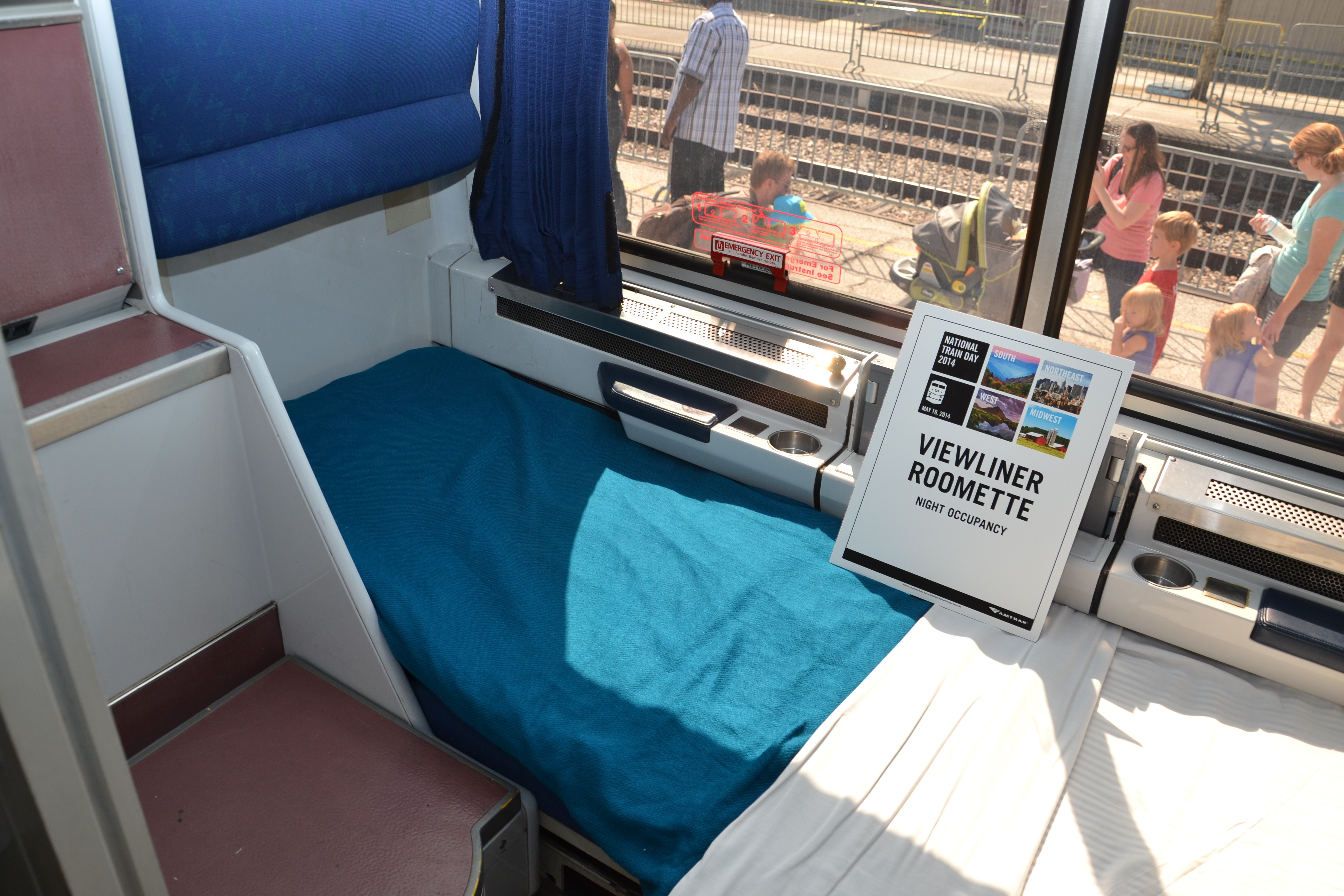
1～2人用個室"ルーメット"（ビューライナー客車）

- vagoane de dormit cu cabine cu unu până la patru paturi și o chiuvetă; unele vagoane pot conține, de asemenea, o cabină de duș sau toaletă în cabină;
- vagoane-cușetă, cu patru sau șase paturi supraetajate pe compartiment;
- vagoane cu scaune rabatabile;
- vagoane cu locuri așezate;
- un vagon-bar sau vagon-restaurant, permițând luarea mesei de seară și a micului dejun la bordul trenului;
- vagoane fără compartimente, cușetele fiind separate prin perdele (aceste vagoane nu mai circulă în Europa occidentală).

Unele trenuri de noapte transportă, de asemenea, automobile și motociclete (serviciu auto-tren).

## Istoric

### Secolul al XIX-lea
Compagnie internationale des wagons-lits (et des Grands Express Européens) (CWL) este o întreprindere franceză de origine belgiană, înființată în 1872, cu scopul de a presta servicii în domeniul feroviar: servicii hoteliere feroviare (vagoane de dormit și cușete), dar și catering la bordul trenurilor (vagon-restaurant, locuri de luat masa, vagon-bar și mini-bar) și pe pământ (bufet din gară).
Această companie a fost fondată în 1872 de către omul de afaceri belgian Georges Nagelmackers. Inspirându-se din trenurile de noapte lansate în Statele Unite ale Americii de către compania colonelului Pullman, cu care s-a asociat inițial, el a construit primele vagoane de dormit și vagoane-restaurant din Europa, și a lansat în 1883 grand express d'Orient, între Paris și Constantinopol, care va deveni celebrul Orient-Express, și Roma-Express între Calais și Roma, via Paris.
În 1883 compania și-a schimbat numele în „Compagnie internationale des wagons-lits et des grands express européens” și a adoptat celebra monogramă cu doi lei. Deși sediul este în Bruxelles, centrul principal al companiei este la Paris, ceea ce a justificat construirea unei clădiri pe rue de l 'Arcade nr. 40, într-un stil flamand cu un fronton neobișnuit în Paris (abandonat de către companie, el este întotdeauna vizibil, cu orologiul său și literele W-L de la „Wagons-lits” la colțul dintre rue de l 'Arcade și rue des Mathurins).
Ambiția lui Nagelmackers era de a crea o rețea internațională de trenuri de lux, evitând schimbarea trenurilor la frontiere. Aceasta a fost un precursor vizionar al călătoriei moderne.

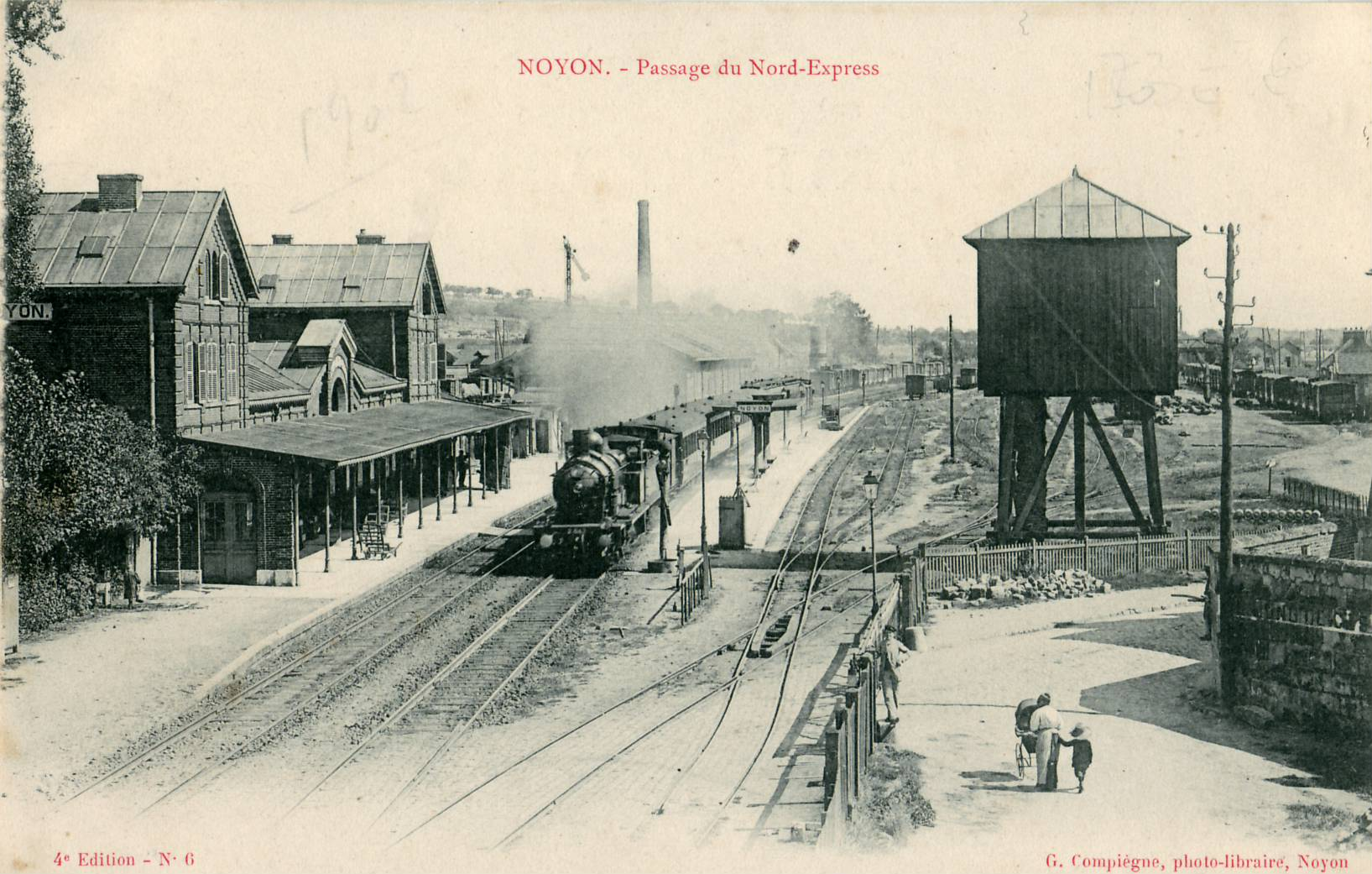
Nord-Express trece fără oprire prin gara Noyon, la începutul secolului al XX-lea.

Orient Express a fost un tren de lux creat de Compagnie Internationale des Wagons-Lits (CIWL), care, din 1883, asigură legătura între Paris, Viena, Veneția (din 1919) și Constantinopol, deservind mai multe capitale ale statelor europene. În anii 1920, ca urmare a activității unor artiști decoratori ca Prou sau René Lalique, stilul „Orient Express” a atins apogeul. După mai multe schimbări de traseu, două războaie, și ca urmare a scăderii continue a prestigiului său în timpul Războiului Rece, traseul zilnic Direct-Orient-Express către Istanbul și Atena a încetat în 1977, învins de reducerea vitezei de circulație (de-abia 55 km/h către final), datorate opririlor interminabile la frontieră în țările comuniste traversate, precum și a stării depășite a rețelelor naționale, și concurat puternic de creșterea traficului aerian.
Pe 8 decembrie 1883, la câteva luni după Orient-Express, Compagnie des wagons-lits (CIWL) a inaugurat traseul Calais-Nice-Rome Expres care făcea legătura între Paris și Roma . Din cauza contractelor încheiate între Pullman și Società per le Ferrovie dell'Alta Italia, CIWL este obligat să urmeze un traseu de-a lungul Coastei de Azur. Partea italiană de traseu a fost eliminată în 1884 și trenul a fost redenumit Calais-Nice Express. Atunci când compania Pullman s-a retras din Italia în 1885, CIWL a oferit trenurile Roma Express pentru traversarea Tunelului feroviar Mont Cenis și Calais - Méditerranée Express pentru turiștii britanici care doreau să viziteze Coasta de Azur.
Fondarea Compagnie Internationale des Wagons-Lits de către belgianul Georges Nagelmackers a condus la formarea mai multor trenuri de lux în Europa. El a vrut să creeze o linie de lux între Lisabona și Sankt Petersburg, așa-numita Nord-Sud-Express, dar dificultățile acestei întreprinderi l-au făcut să abordeze alte două proiecte, Sud-Express de la Lisabona la Paris, și Nord-Express de la Paris către capitala imperială rusă. Paris a fost legat de companie de orașul Sankt Petersburg, prin Oostende la 9 mai 1896. Acest tren urma traseul Paris-Bruxelles-Köln-Hanovra-Berlin-Königsberg-Dünaburg-Sankt Petersburg.

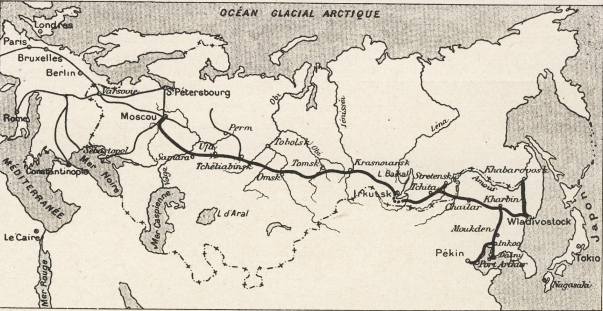
Linia transsiberiană în 1904

Calea ferată transsiberiană (în rusă Транссибирская магистраль, Transsibirskaïa maguistral sau Транссиб, Transsib) este o cale ferată din Rusia care leagă Moscova de Vladivostok pe o distanță de 9.288 kilometri. Ea este adesea confundată cu trenurile care circulă pe această linie, care poartă însă denumiri diferite în funcție de destinațiile pe care le deservesc. Trenurile de pe calea ferată transsiberiană trec prin peste 990 de gări. De la Moscova la Vladivostok, durata călătoriei este de o săptămână. Majoritatea populației din Siberia este concentrată în localitățile aflate de-a lungul căii ferate transsiberiene unde sea flă câteva bazine industriale importante, inclusiv Kuzbaz. Trenul este, uneori, singura modalitate de a ajunge în satele izolate din Siberia. El este cel mai economic și mai de încredere.
Transsiberianul a fost construit începând din 1891 la dorința țarilor pentru a conecta cele mai îndepărtate colțuri ale imperiului lor, de la vest la est.
„Rossyia” este singurul tren care ajunge la punctul terminus al traseului transsiberian: Vladivostok. El nu se oprește în toate cele peste 990 de gări, ci doar în cele mai importante 50 de gări. Locuitorii din Vladivostok, preferă, de multe ori să călătorească cu compania aeriană Aeroflot, deoarece fiecare oră de zbor evită o zi de mers cu trenul.
Cântată de aventurieri și poeți, această cale ferată mitică face încă parte din viața de zi cu zi a rușilor.

### Secolul al XX-lea

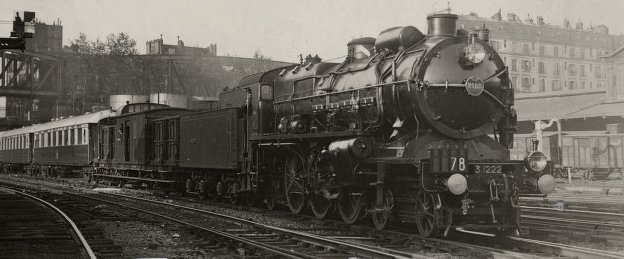
La flèche d'or la Paris.

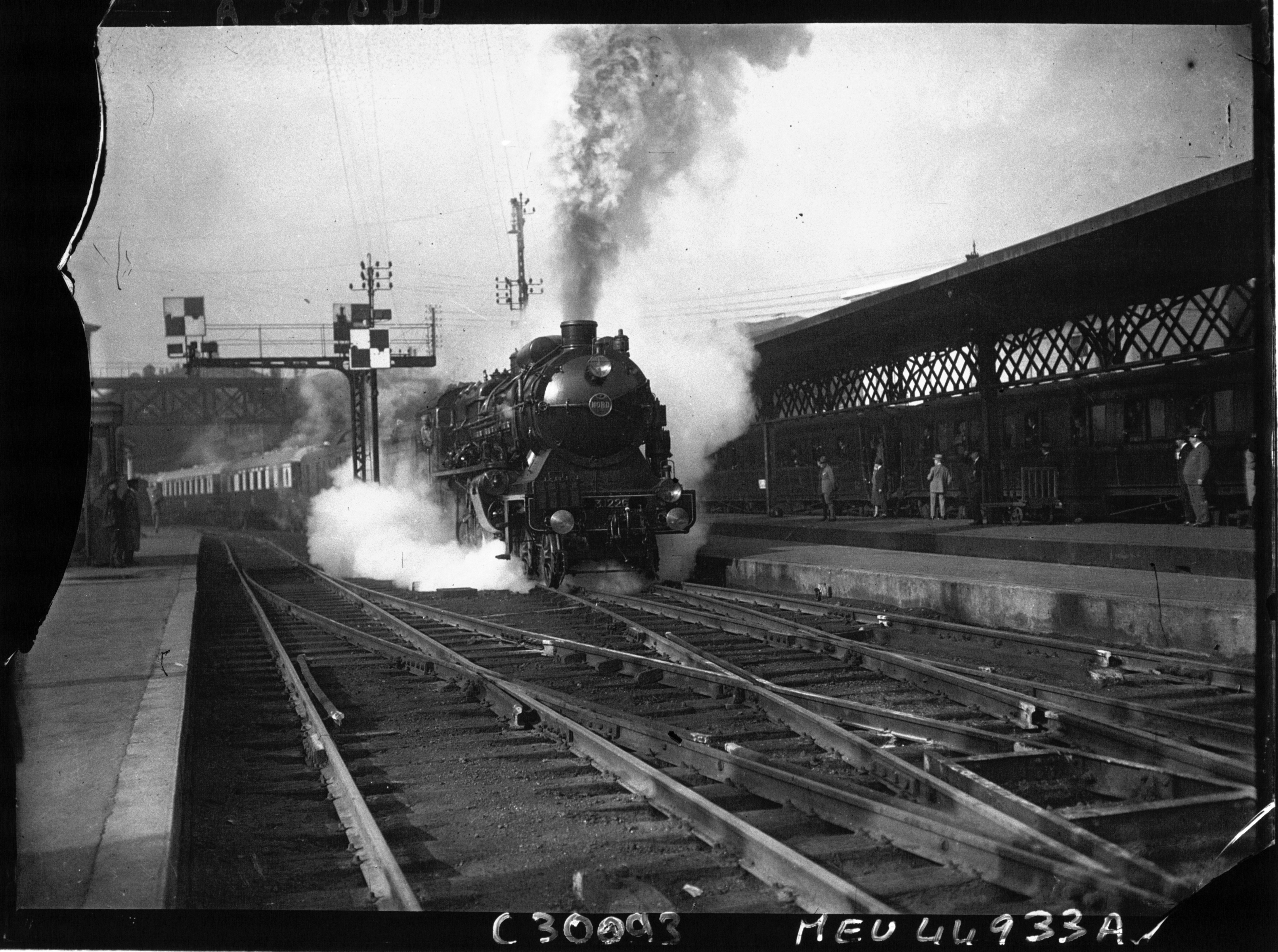
Prima flèche d'or la plecarea din Gara de Nord.

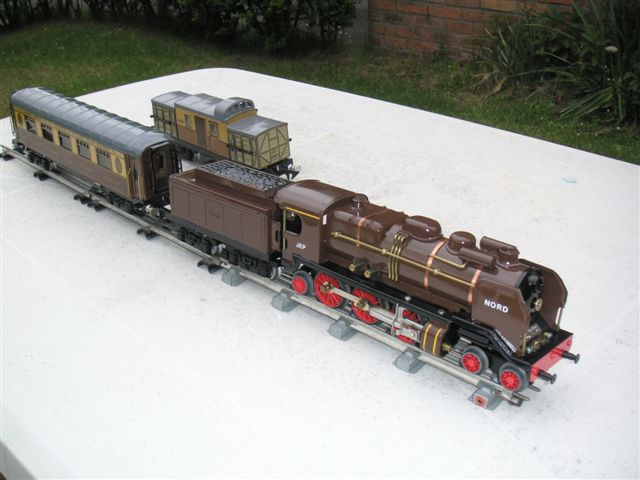
Tren legendar, Săgeata de aur a inspirat realizarea unor miniaturi; aici este o versiune de epocă realizată de JeP.

La Flèche d'Or (denumit de britanici Golden Arrow) a fost un serviciu „tren + vapor” de prima clasă care a circulat între Paris (Gara de Nord) și Londra (Victoria Station) din 1926 până în 1972 (cu excepția perioadei de ocupație). 
Călătorii luau un tren francez din Gara de Nord a Parisului până la Boulogne sau Calais-Maritime, în funcție de anotimp, și apoi un vas cu aburi rapid către Dover și de acolo un tren englez până la Londra, și viceversa.

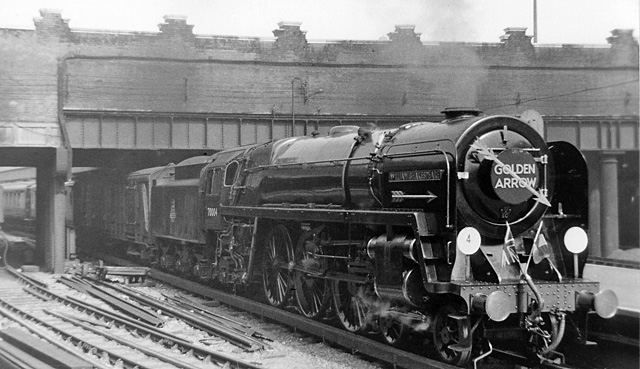
Versiunea engleză a trenului, în 1953.

Transportul feroviar de pe partea britanică a fost operat de Southern Railways, în timp ce Compagnie des chemins de fer du Nord asigura transportul pe partea franceză. Acești doi parteneri asigurau în comun serviciile necesare. După naționalizarea lor, aceste două companii sunt înlocuite cu British Rail și SNCF.
În 1968, compania a lansat vagoanele de dormit T2 care permit clienților de la clasa a II-a, pentru prima dată, să călătorească în cuplu. Noile vagoane au avut succes astfel că în decurs de un deceniu, numărul de pasageri ale companiei a crescut în Franța la un milion anual. Acestea vor fi, de asemenea, cele mai recente materiale feroviare construite în mod direct de către companie.